# Woffenbach (Neumarkt in der Oberpfalz)

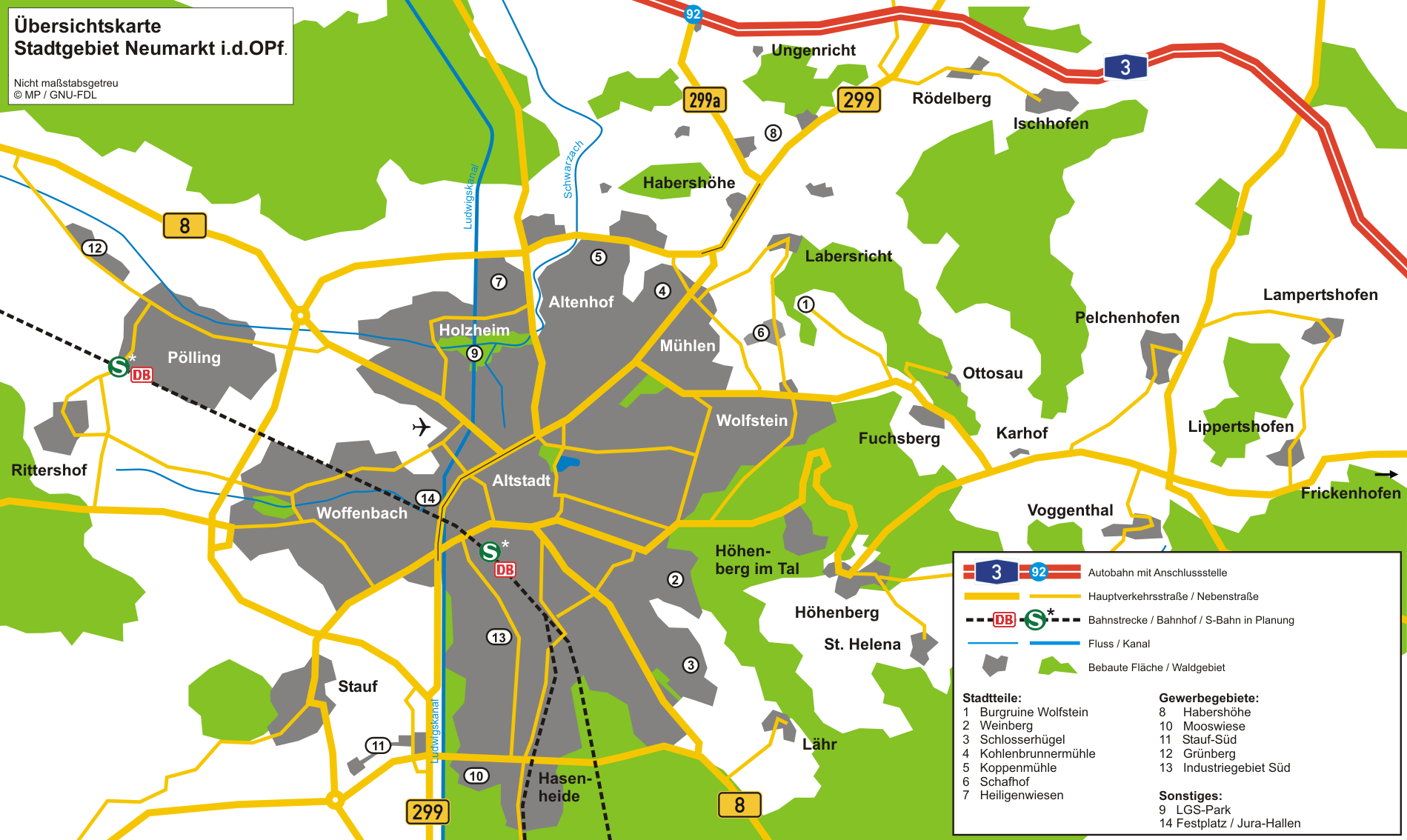
Stadtgebiet Neumarkt

Woffenbach (Bairisch und Fränkisch: „Woffabo“) ist ein Gemeindeteil der Großen Kreisstadt Neumarkt in der Oberpfalz. Bis zur Gemeindegebietsreform 1972 war der Ort Verwaltungssitz der ehemaligen Gemeinde Woffenbach, der größten Gemeinde im Alt-Landkreis Neumarkt in der Oberpfalz.

## Lage
Das Pfarrdorf Woffenbach liegt auf ca. 430 Meter Höhe am Westrand der Stadt Neumarkt. Im Norden grenzt die Bahnstrecke Nürnberg–Regensburg den Ort ab, im Osten der Kurt-Romstöck-Ring und der Volksfestplatz, im Westen und Süden bilden der Münchener Ring und die Freystädter Straße die Grenze.
Der gleichnamige Woffenbach entsteht am ehemaligen Schloss aus dem Zusammenfluss von Irlgraben und dem Altweihergraben, die beide am nahegelegenen Tyrolsberg entspringen. Er fließt von West nach Ost durch den Stadtteil und teilt ihn in eine Nord- und eine Südhälfte und geht später im Landesgartenschau-Park (LGS-Park) in die Schwarzach über.
Wird heute vom Stadtteil Woffenbach gesprochen, so wird damit gewöhnlich alles gemeint, was westlich der Bahnlinie liegt. Dies ist jedoch nicht richtig, der südöstliche Zipfel im Bereich Wallensteinstr., Max-Künzel-Str. und Adalbert-Stifter-Str. gehörte schon immer zur Stadt Neumarkt und liegt auch heute nicht in der Gemarkung Woffenbach, sondern in der Gemarkung Neumarkt. Im Gegenzug gehören die Häuser östlich der Bahn entlang der Woffenbacher Straße zwischen Bahnlinie und Festplatz zu Woffenbach.

## Geschichte

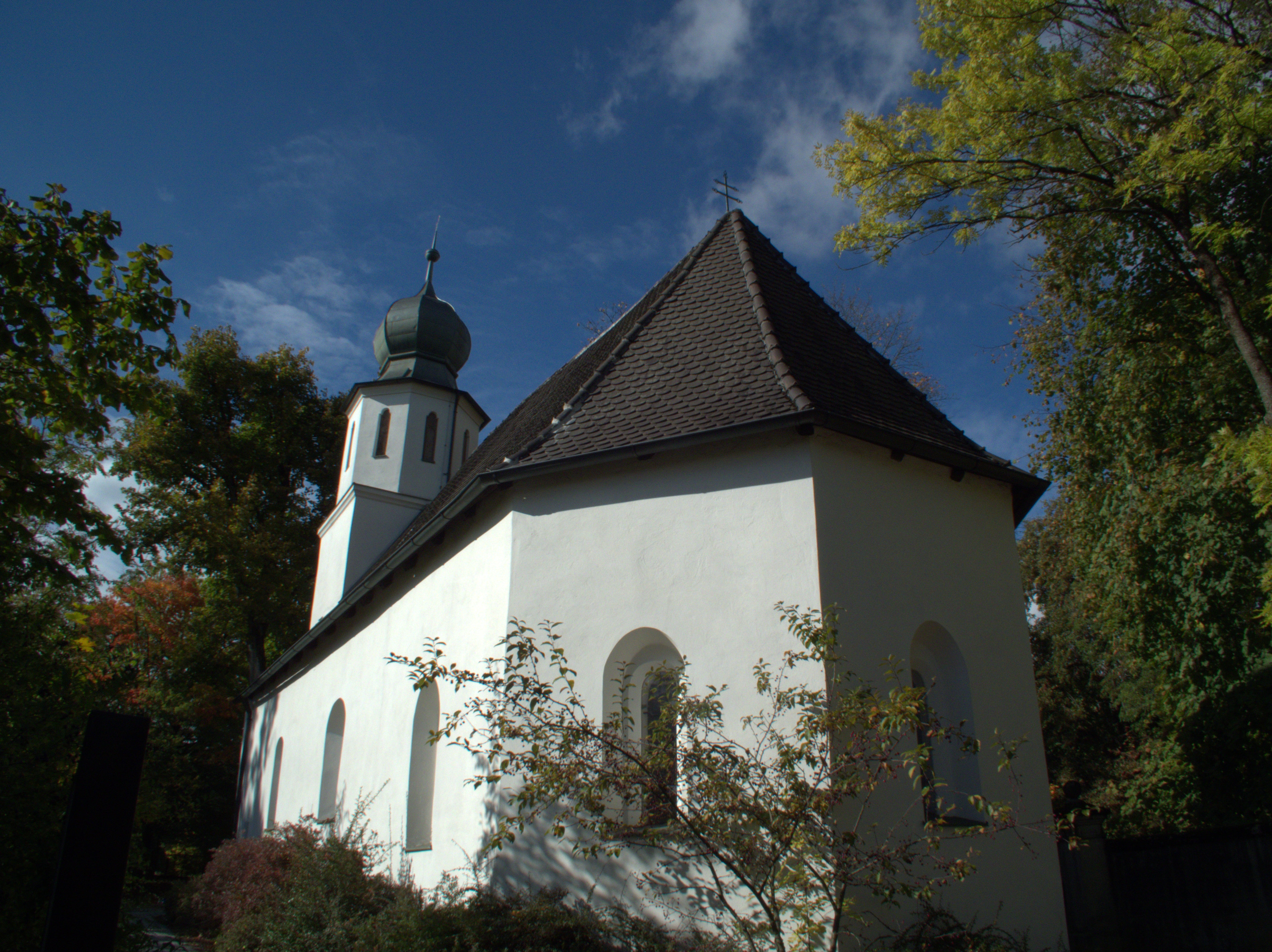
Schlosskirche in Woffenbach

Die Anfänge Woffenbachs liegen im Dunkeln. Eine erste Siedlung ist zwischen dem 8. und 11. Jahrhundert anzunehmen. Ansiedlungen mit der Endung „-bach“ entstanden in dieser Zeit an kleineren Bachläufen und in weniger günstig gelegenen Talorten. Der erste Teil des Ortsnamens „Woffen“ weist auf eine Person hin. Ein Sippenvorstand mit ähnlich klingendem Namen wird wohl Namensgeber gewesen sein. In den darauf folgenden Jahrhunderten entwickelte sich dann ein Dorf und die Hofmark Woffenbach auf dem Gebiet der Adelsfamilie Wolfstein-Sulzbürg, die damals weite Teile des Neumarkter Raumes beherrschten. 1265 taucht in einem Schriftstück zum ersten Mal ein Wolvelinus von Uffenbeck als Schlossherr in Woffenbach auf. Drei Jahre später geben Wolframus und Henricus de Wophenbach ein Schutzversprechen für die Burg Sulzbürg. Ulrich von Wolfstein-Sulzbürg vermacht 1283 all seine Güter in Woffenbach dem Deutschen Orden in Nürnberg. Im Jahr 1287 wird Hartungus Swepherman und 1294 dann ein Seyfried Schweppermann als Besitzer des Schlosses erwähnt. Mit Kaspar Schweppermann, dem Schultheißen von Neumarkt, besitzt dieses Geschlecht 1419 immer noch Teile von Woffenbach. Dabei ist zu beachten, dass niemals das ganze Dorf dem Inhaber des Edelmannsitzes in Woffenbach gehörte. Oftmals finden sich auswärtige Besitzer von Höfen wie der Deutsche Orden.
1348 wütet die Pest in Woffenbach und fordert auch hier zahlreiche Todesopfer.
Ab 1432 wird die Geschichte Woffenbachs erstmals konkreter. Pfalzgraf Otto I. von Neumarkt kauft von den Deutschherren zahlreiche Höfe südlich des Woffenbachs und unterstellt sie dem Amt Neumarkt. Güter, die nördlich des Baches liegen, werden an Ritter Hermann Freudenberger, der jetzt Schlossherr ist, verliehen. Damit war die Teilung Woffenbachs in die zum Schloss gehörigen Güter nördlich des Baches und die in das Kastenamt Neumarkt gehörigen Höfe auf der anderen Seite geschaffen. Dies entspricht auch der Pfarrzugehörigkeit. Das Schloss und die nördlich gelegenen Höfe gehörten zu Pölling, die übrigen größtenteils nach Neumarkt bzw. einige nach Berngau. Von den Besitzern aus dem Geschlecht der Freudenberger werden 1435 Heinrich von Freudenberg, 1487 bis 1497 Georg von Freudenberg und bis 1504 Martin von Freudenberg genannt.
Als im Landshuter Erbfolgekrieg 1504 Neumarkt belagert wird, kommt es auch in Woffenbach zu schweren Verwüstungen durch Nürnberger Truppen. Noch 1516 ist mehr als die Hälfte des Dorfes verwüstet.
1504 wird Sebastian Spiegel von Allersdorf Besitzer des Schlosses, ihn beerbt 1530 eine entfernte Verwandte, Magarethe von Allersdorf. Es beginnt die Zeit der Religionswirren. 1537 wird Neumarkt protestantisch, 1543 und 1554 folgen Pölling und Berngau. Der nächste Religionswechsel folgt 1582. Pfalzgraf Johann Kasimir lässt Neumarkt und Pölling calvinisieren, Berngau bleibt reformatorisch.
Schlossbesitzer in dieser Zeit sind seit 1546/48 die Pockensteiner, unter denen das Schlossgut völlig heruntergewirtschaftet wird und jahrelang zum Kauf ausgeschrieben ist.

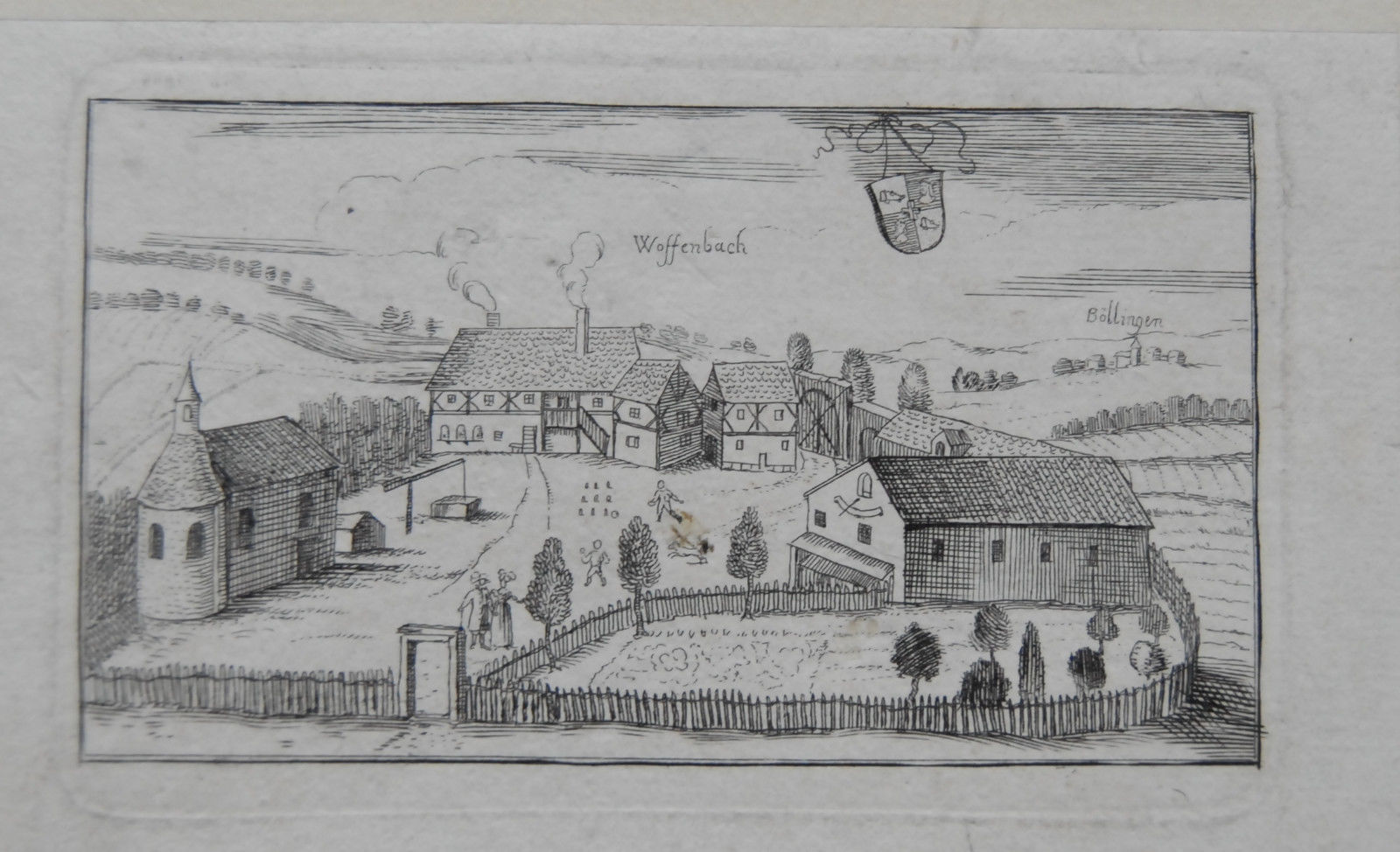
Gutshof Woffenbach um 1850

Erst 1602 kauft der Schultheiß von Neumarkt, Hanns Georg von Rumrodt, das Woffenbacher Schloss und beginnt mit einer umfangreichen Sanierung. Rumrodt zieht sich dabei immer mehr den Zorn der Woffenbacher Bevölkerung zu, zwingt er diese doch nicht nur zur Mitarbeit an der Sanierung, sondern teilt auch mehrere Höfe neu ein.
Der Dreißigjährige Krieg zieht Woffenbach in schwere Mitleidenschaft. Ab 1620 quartierten sich immer wieder Soldaten beider Lager in Woffenbach ein. Vor allem durch schwedische Truppen kommt es zu schweren Zerstörungen, Mord und Vergewaltigungen sind an der Tagesordnung. 1648 sind von den ehemals 43 Familien nur noch 10 übrig. Ab 1660 werden das Schloss und die Kirche unter Johann Christoph Zeiller wieder aufgebaut. 1699 wird nach wirtschaftlichen Streitigkeiten mit der Stadt Neumarkt ein Brauverbot gegen Woffenbach ausgesprochen. In den Koalitionskriegen kommt es bei der Besetzung Neumarkts 1796 wieder zu schweren Zerstörungen durch französische Truppen.
1834 wird das Hofmarkgericht Woffenbach dem Landgericht Neumarkt unterstellt, 1878 wird die örtliche Freiwillige Feuerwehr gegründet. 1879 erwirbt Georg Tischner die Schlosskapelle und schenkt sie der Gemeinde Woffenbach. Seit 1967 wird diese als evangelische Kirche nutzt. Für 1905 werden in Woffenbach 250 Einwohner gemeldet, die in 56 Häusern leben.

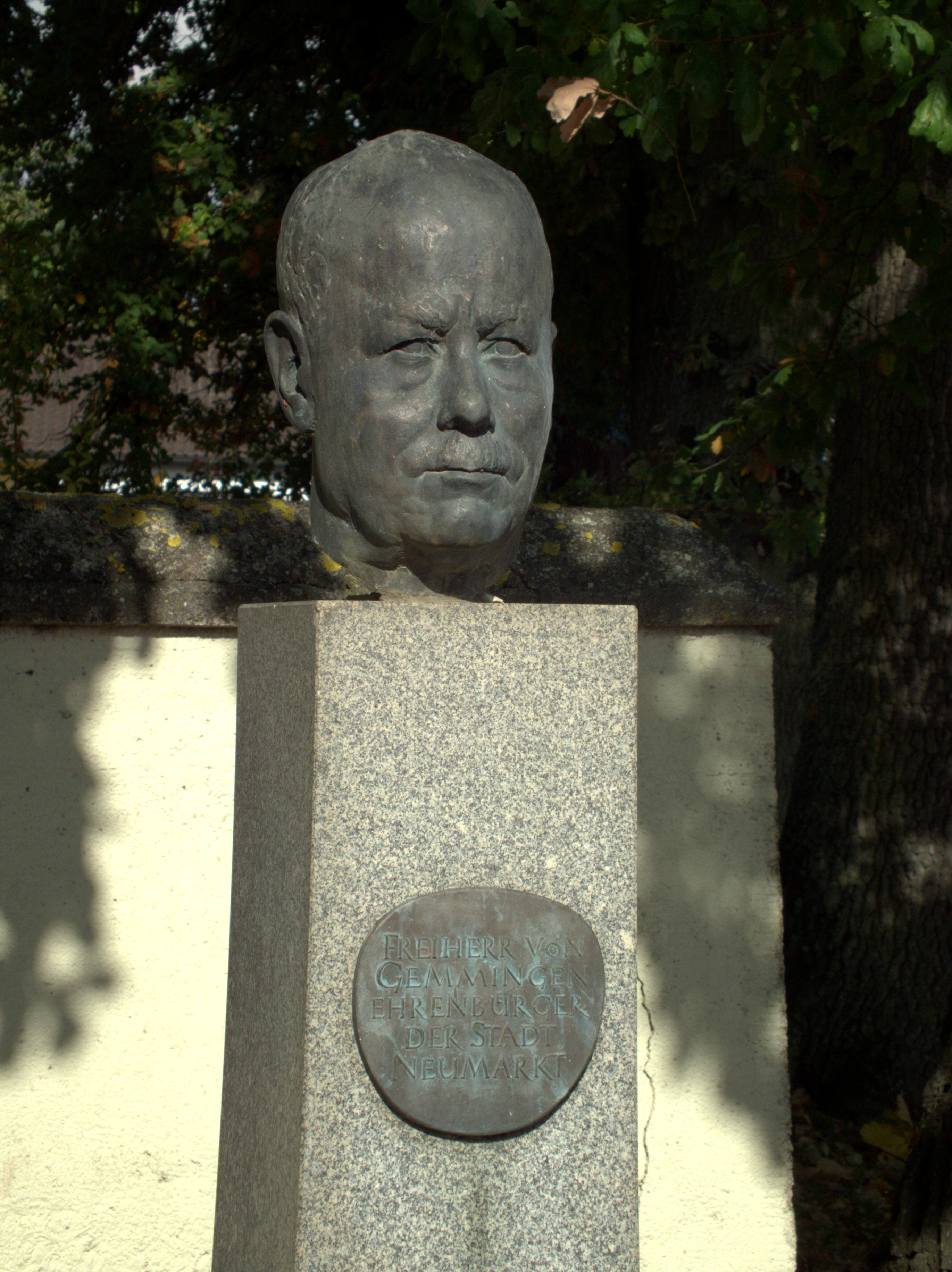
Ludwig von Gemmingen-Hornberg (1901–1978), von 1937 bis 1950 Schlossherr und von 1956 bis 1964 zweiter Bürgermeister in Woffenbach, Ehrenbürger von Neumarkt, Büste vor dem alten Woffenbacher Schloss

Nach mehreren verschiedenen Besitzern übernimmt 1937 Baron Ludwig von Gemmingen-Hornberg (1901–1978) das Woffenbacher Schloss. Am 17. April 1945 erreichen die Kämpfe des Zweiten Weltkrieges den Ort, es kommt zu Zerstörungen durch Artilleriebeschuss.
Nach dem Krieg normalisiert sich die Lage schnell wieder, Woffenbach entwickelt sich zur größten Gemeinde des Landkreises Neumarkt. Der bis dahin gültige Gemeindename Tyrolsberg wird am 5. Januar 1950 amtlich in Woffenbach geändert. Das Bayerische Rote Kreuz übernimmt 1950 das Schloss und richtet im Hauptgebäude ein Altenheim ein. Der vormalige Schlossherr Baron von Gemmingen war von 1956 bis 1964 zweiter Bürgermeister von Woffenbach. Er nahm in dieser Zeit bedeutenden Einfluss auf die Entwicklung der Gemeinde, indem er zahlreiche Grundstücke günstig abtrat, auf denen unter anderem der Kreisbauhof, die Stadtgärtnerei und der Friedhof des Ortes errichtet wurden. 1964 hat er seinen restlichen Woffenbacher Besitz verkauft, später wurde er zum Ehrenbürger von Neumarkt ernannt.
1950 wurde im Gasthaus Hiereth unter der Regie von Georg Fuchs der Ball-Spiel-Club (BSC) Woffenbach gegründet. 1951 wird mit dem Bau des ersten Schulhauses begonnen, 1959 wird eine öffentliche Wasserversorgung mit Kanalisation eingerichtet. 1966 wird die neue errichtete katholische Kirche St. Willibald durch den Eichstätter Bischof Joseph Schröffer geweiht. Im Jahr 1967 wird für die Gemeinde Woffenbach, die bisher der Pfarrei Pölling zugehörte, eine eigenständige Pfarrei eingerichtet.
Die Gebietsreform, die am 1. Juli 1972 in Kraft tritt, führt dazu, dass der Altlandkreis Neumarkt neu gegliedert wird. Neumarkt verliert seinen kreisfreien Status und wird Große Kreisstadt. Die Gemeinde Woffenbach mit 2252 Einwohnern wird ein neuer Stadtteil Neumarkts, nur Tyrolsberg kommt zur Gemeinde Berngau. Im selben Jahr wird der Ort Bezirkssieger des Wettbewerbes Unser Dorf soll schöner werden. 1984 wird Woffenbach zum baumfreundlichsten Stadtteil von Neumarkt gekürt.
750 Jahre Orts- und Stadtteilgeschichte werden 2015 gefeiert. Dazu wird eine umfangreiche Stadtteilchronik erstellt.

## Einwohnerentwicklung
Ein erster Wert taucht 1648 nach dem Dreißigjährigen Krieg auf: Demnach lebten vor dem Krieg 43 Familien in Woffenbach, danach nur noch 10. Die Einwohnerzahl stieg erst nach dem Zweiten Weltkrieg signifikant an, zur Gebietsreform am 1. Juli 1972 war Woffenbach die größte Gemeinde des Alt-Landkreises Neumarkt.
| Jahr           | Einwohner |
| -------------- | --------- |
| 1905           | 250       |
| 1945           | 780       |
| 1950           | 848       |
| 1962           | 1580      |
| 30. Juni 1972  | 2252      |
| 1. Januar 2005 | 3339      |

## Verkehr und Infrastruktur
In Woffenbach gibt es eine Grundschule und einen Kindergarten. Im Zentrum befinden sich Banken und Geschäfte des täglichen Bedarfs. Zwei Stadtbuslinien (569 und 570) führen in die Innenstadt und zum Bahnhof. Im Zuge der Realisierung einer S-Bahn-Linie von Nürnberg nach Neumarkt war zunächst eine neue Station Neumarkt-Woffenbach geplant, die jedoch nach Anwohnerprotesten durch einen Stadtratsbeschluss wieder zurückgestellt wurde.
Woffenbach ist über die Freystädter Straße und die Woffenbacher Straße an das Stadtzentrum angebunden, außerdem führen drei Anschlussstellen an der Stadtumgehung nach Woffenbach.

## Sehenswürdigkeiten
In der Liste der Baudenkmäler in Neumarkt in der Oberpfalz sind für Woffenbach zwei Baudenkmäler aufgeführt.

## Belege
1. ↑  Neumarkt in der Oberpfalz – Zahlenspiegel 2023. (PDF; 8,6 MB) S. 4, abgerufen im Oktober 2024.
2. 1 2  Wilhelm Volkert (Hrsg.): Handbuch der bayerischen Ämter, Gemeinden und Gerichte 1799–1980. C. H. Beck, München 1983, ISBN 3-406-09669-7, S. 534.
3. ↑  Stadt Neumarkt i.d.Opf. (Hrsg.): Woffenbach. Streifzug durch die Geschichte eines Stadtteils. VDS-Verlagsdruckerei Schmidt, Neustadt an der Aisch 2015, ISBN 3-938545-02-X.